# 刀坂泰史
刀坂 泰史（かたなさか やすふみ、1980年5月 - ）は、日本の薬学者（分子細胞生物学・生化学）。博士（薬学）（静岡県立大学・2008年）。静岡県立大学薬学部講師・大学院薬学研究院講師。
国立がんセンター研究所リサーチレジデント、静岡県立大学薬学部助教などを歴任。

## 来歴

### 生い立ち
1980年（昭和55年）5月生まれ。静岡県立大学に進学、薬学部製薬学科に在籍、2003年（平成15年）3月、静岡県立大学を卒業、そのまま同大学大学院に進学、薬学研究科に在籍。2005年（平成17年）3月、静岡県立大学大学院博士前期課程を修了。2008年（平成20年）3月、博士後期課程修了に伴い、博士（薬学）の学位を取得。

### 研究者として
大学院修了後は、厚生労働省の施設等機関である国立がんセンターに採用され、2008年（平成20年）4月より研究所のリサーチレジデントとなった。2010年（平成22年）4月、静岡県立大学薬学部助教に就任。2014年（平成26年）6月、静岡県立大学薬学部講師に昇任、主として薬学科の講義を担当、分子病態学分野を受け持った。また、静岡県立大学大学院薬学研究院講師を兼務。
なお、2012年（平成24年）に静岡県立大学の大学院では研究院・学府制が導入され、薬学研究科と生活健康科学研究科が統合・再編、新たに薬学研究院・食品栄養環境科学研究院・薬食生命科学総合学府が設置され、大学院では薬食生命科学総合学府の講義を担当、分子病態学研究室を受け持った。

## 研究
専門は薬学。分子細胞生物学や生化学の研究に従事。具体的には、心不全における心筋細胞の核内情報伝達のメカニズムについて研究した。日本薬学会・日本分子生物学会・日本癌学会などに所属。

## 略歴
- 1980年 - 誕生[1]。
- 2003年 - 静岡県立大学薬学部卒業[2]。
- 2005年 - 静岡県立大学大学院薬学研究科博士前期課程修了[2]。
- 2008年 - 静岡県立大学大学院薬学研究科博士後期課程修了[2]。
- 2008年 - 国立がんセンター研究所リサーチレジデント[4]。
- 2010年 - 静岡県立大学薬学部助教[4]。
- 2014年 - 静岡県立大学薬学部講師[4]。
- 2014年 - 静岡県立大学大学院薬学研究院講師。

## 賞歴
- 2013年 - 国際心血管薬物療法学会若手研究者奨励賞[8]。

## 著作

### 寄稿、分担執筆、等
- 日本抗加齢医学会専門医・指導士認定委員会編集『アンチエイジング医学の基礎と臨床』3版、メジカルビュー社、2015年。ISBN 9784758304917

## 作品

### 映画

#### 製薬監修
- 澤本嘉光脚本、浜崎慎治監督『一度死んでみた』松竹・フジテレビジョン、2020年。

### 註釈
1. ↑  静岡県立大学は、のちに静岡県から静岡県公立大学法人に移管された。
2. ↑  静岡県立大学大学院薬学研究科は、のちに静岡県立大学大学院薬学研究院、および、静岡県立大学大学院薬食生命科学総合学府の源流の一つとなった。
3. ↑  国立がんセンターは、のちに国立研究開発法人国立がん研究センターの源流の一つとなった。
4. ↑  国立がんセンター研究所は、のちに国立研究開発法人国立がん研究センター研究所の源流の一つとなった。

## 関連人物
- 森本達也